# Brodjatjij avtobus
Brodjatjij avtobus (russisk: Бродячий автобус) er en sovjetisk spillefilm fra 1990 af Iosif Chejfits.

## Medvirkende
- Lev Borisov som Nikolaj Tjulpanov
- Mikhail Zjigalov som Vasilij
- Afanasij Trisjkin som Ivan Ivanovitj Daganovskij
- Sergej Parsjin
- Lija Akhedzjakova som Zina